# Антоний (Орлов)
Митрополи́т Анто́ний (в миру Никита Феоктистович Орлов; 2 марта 1932, Шанхай — 19 сентября 2024, Норт-Хилс, Калифорния) — основатель и первоиерарх малочисленной неканонической «Российской православной церкви» с титулом «митрополит Московский и Всероссийский, Лос-Анджелосский и Всезарубежный». Бывший епископ РПЦЗ(В), ранее — клирик РПЦЗ.

## Биография

### Деятельность до 1990-х годов
Родился 2 марта 1932 года в Шанхае, куда семья Орловых попала после Гражданской войны на родине. Был третьим из шестерых детей. По собственным воспоминаниям: «Подростком я увидел Вторую мировую войну, территорию Китая оккупировали японцы, нас бомбили американцы… Мы прожили там до 1949 года, до самого создания КНР под руководством „красного“ Мао Цзе Дуна».
В 1949 году около 5000 беженцев из Китая находились в лагере Международной беженской организации на одном из Филиппинских островов — Тубабао. В конце 1959 года Конгресс США разрешил странникам с острова ехать в Америку.
После прибытия в США обосновался в Калифорнии, окончил университет и получил звание магистра. Стал преподавать математику в старших классах школы.
В 1964 году побывал в Ленинграде по советско-американской программе учительского обмена опытом.
Согласно его официальной биографии, Никита Орлов был одним из помощников архиепископа Лос-Анжелосского и Южно-Калифорнийского Антония (Синкевича) (до его смерти в 1996 году).

### Деятельность в 1990-е годы
C 1990 года с открытием первых приходов РПЦЗ в России начал доставлять из США караваны гуманитарной помощи: «загружал фуры консервированной провизией, вещами в Америке, колеся дальними дорогами по приходам, где собирали посылки русским. Потом загонял грузовики в американских портах на корабли и, спустя время, летел самолётом в Россию, где принимал эти фуры в Петербургском порту».
Совмещал пастырскую деятельность с работой преподавателем математики в колледже. Лишь в 2006 году он оставил профессию школьного учителя.
В 1990-е годы принял священство, был иереем Западноамериканской епархии РПЦЗ.

### Деятель РПЦЗ(В)
Непримиримо относился к Русской православной церкви и попытками нормализации с ней отношений. Участвовал в составлении «Окружного послания» от 22 июня 2001 года, выпущенного от имени митрополита Виталия (Устинова), содержавшего резкую критику Русской православной церкви и попыток примирения РПЦЗ с ней. Не добившись своего, примкнул к возникшей в октябре-ноябре 2001 года тогда же РПЦЗ(В), которая состояла из клириков и мирян, отказавшихся признать «уход на покой» первоиерарха РПЦЗ митрополита Виталия (Устинова), и продолжавших считать его своим первоиерархом.
10 ноября 2001 года его супруга, Павла Константиновна Орлова, написала заявление на имя митрополита Виталия с просьбой о монашеском постриге для себя и своего мужа: «Мы уже пять лет ведём монашеский образ жизни. Вся наша жизнь прошла при церкви и воспитании детей. У меня семь внуков, а восьмой ожидается через шесть недель, за которым я должна смотреть». На этом обращении Митрополит Виталий написал резолюцию: «Да благословит Вас Господь на постриг». Был пострижен в монашество с именем Антоний в честь преподобного Антония Киево-Печерского.
По свидетельству секретаря Архиерейского Синода РПЦЗ(В) протоирея Вениамина Жукова, епископ Варнава (Прокофьев) в 2002 году «считал, что, в случае если нас постигнет несчастье лишиться Митрополита, отец Никита Орлов был бы единственным человеком, могущим возглавить нашу Церковь».
16 сентября 2002 года в Храме всех святых в Земле Российской просиявших в Париже, настоятелем которого являлся протоиерей Вениамин Жуков, Варнавой (Прокофьевым) и Сергием (Киндяковым) была совершена хиротония иеромонаха Антония (Орлова) «с решением эту хиротонию держать в тайне, на случай если наступить полное расстройство в нашей Церкви». При этом в его ставленнической грамоте отсутствовало какое-либо упоминание кафедры, на которую по канонам должен он был быть поставлен.
Как написал впоследствии сам Вениамин Жуков, «через год, накануне заседания Синода ноября 2003 г. Секретарь [то есть протоиерей Вениамин Жуков], проводя с Митрополитом [Виталием (Устиновым)] обзор предстоящих работ, доложил ему о хиротонии о. Никиты Орлова. Митрополит выразил своё несогласие с подобным действием, совершенным без его ведома, и попросил Секретаря написать акт порицания двум епископам, в который Секретарь вписал и самого себя, как участника». Епископ Варнава (Прокофьев), позже вернувшийся в РПЦЗ, также указал, что хиротония епископа Антония была совершена «против воли и без участия митрополита Виталия»
В списке клириков и приходов РПЦЗ(В) по состоянию на апрель 2004 года официально числился как «Иерей Никита Орлов, помощник Митрополита Виталия в Восточно-Американской епархии».
7 июля 2004 года на Архиерейском Синоде РПЦЗ(В) «после письменных отзывов от всех архиереев» утверждён епископом Лос-Анжелосским и Южно-Американским.
18 ноября 2004 года решением Архиерейского собора РПЦЗ(В) в Мансонвилле избран членом Синода РПЦЗ(В).
25 ноября 2005 года на «Архиерейском Соборе РПЦЗ(В)» в Спасо-Преображенском скиту в Мансонвилле возведён в сан архиепископа и избран заместителем председателя Архиерейского Синода и заместителем первоиерарха РПЦЗ(В) митрополита Виталия (Устинова).
10 апреля 2006 года указом за подписью митрополита Виталия (Устинова) в связи со смертью епископа Сергия (Киндякова) назначен временным управляющим Восточно-Канадской епархией РПЦЗ(В).

### Конфликт 2006 года и уход из РПЦЗ(В)
Однако вскоре у Антония (Орлова) возник конфликт с секретарём митрополита Виталия Людмилой Роснянской и протоиереем Вениамином Жуковым. Для смещения протоиерея Вениамина Жукова и удаления от митрополита его секретаря Людмилы Роснянской Антоний (Орлов) совместно с Виктором (Пивоваровым) попытался собрать «Синод», а затем за подписью митрополита Виталия разослал указы о созыве 17 июля «Архиерейского собора РПЦЗ (В)».
14 июля 2006 года сторонники протоиерея Вениамина Жукова прибыли в Мансонвилль, при помощи грубой силы выдворили Антония (Орлова) и Виктора (Пивоварова) из дома митрополита Виталия и отстранили их от какого-либо общения с митрополитом. В тот же день указом за подписью митрополита Виталия «для общего умиротворения» отменялись все принятые им указы с 15/28 мая.
Людмила Роснянская же при помощи соратников из Монреаля блокировала резиденцию митрополита Виталия. Тогда архиепископ Антоний (Орлов) и группа его сторонников — епископ Виктор (Пивоваров), архимандрит Стефан (Бабаев), архимандрит Дамаскин (Балабанов), Н. П. Виноградов, И. Н. Митце и Г. С. Мезенцева — «заняли оборону» в помещении свечной мастерской резиденции митрополита. Однако митрополит Виталий подписал предписание об их немедленном выдворении, которое закончилось избиением Антония (Орлова) и вмешательством канадской полиции.
10/23 июля 2006 года Антоний издал указ № 15/06/М о временном принятии на себя полномочий первоиерарха РПЦЗ(В) по управлению Церковью в связи с «открывшейся в последние дни неспособностью Первоиерарха исполнять свои прямые обязанности по причине утери памяти вплоть до неузнавания своего Заместителя и епископата». В своём «Обращении ко всем преосвященным РПЦЗ» от 25 июля он так характеризовал состояние митрополита Виталия:

Владыка Виталий находится в окружении бесчинных людей во главе с Л. Д. Роснянской, которая в настоящее время занимается фабрикацией и фальсификацией «указов» от имени Блаженнейшего Митрополита, злоумышленно используя его немощь. На меня, заместителя Первоиерарха — напали, непрестанно оскорбляют нецензурными словами, незаслуженно оклеветали. Владыка Митрополит духовно истощён. Роснянская отменила все богослужения. Более двух недель Свято-Преображенский храм закрыт. Митрополит полностью изолирован. Когда Владыка Виталий увидел хлеб, он спросил: «Что это?». Ему пояснили: «Владыка, это — хлеб». Только тогда он с трудом вспомнил и сказал: «А… Хлеб наш насущный даждь нам днесь». <…>
Страшно представить, что в истории нашей славной Зарубежной Церкви будет записано, что в последний момент вы изменили Митрополиту Виталию и избрали вместо него Л. Д. Роснянскую, исполняя её «указы».

24 июля открыл в здании свечной мастерской в Спасо-Преображенском скиту в Мансонвилле заседания Архиерейского Собора РПЦЗ(В), в которых, помимо него, участвовал лишь один иерарх — епископ Славянский и Южно-Российский Виктор (Пивоваров). В день начала Собора на официальном сайте РПЦЗ(В) был размещен указ за подписью Митрополита Виталия, первоиерарха РПЦЗ(В), о неправомочности действий архиепископа Антония и о предстоящему ему наказании за «раскол».
В конце июля он издал два указа об обеспечении ухода за 96-летним Митрополитом Виталием. Согласно неофициальной версии указа, архиепископ предписал секретарю Митрополита Людмиле Роснянской с личными вещами переехать со второго этажа митрополичьей резиденции в Спасо-Преображенском скиту в Мансонвилле на первый, чтобы её место заняли архимандриты Стефан (Бабаев), Дамаскин (Балабанов) и иподиакон Николай Виноградов. В обязанности Роснянской, по мнению автора указа, должно входить только приготовление пищи и обслуживание Митрополита за трапезой. «Купать, одевать, облачать Владыку Виталия будут только назначенные мною архимандриты. Чтение утренних и вечерних молитв будут проводить архимандриты», — говорится в указе.
17/30 июля 2006 года от имени митр. Виталия и других членов Синода был издан указ о запрещении архиепископа Антония (Орлова) в священнослужении. Однако епископ Варфоломей (Воробьёв) позже заявил, что не подписывал этот указ, и не накладывал запрещения, а его подпись была поставлена кем-то другим. 28 сентября 2006 года принял на себя обязанности «местоблюстителя первоиерершего престола».
С 2 по 7 ноября 2006 года в подмосковной Щербинке, где расположен кафедральный храм Центрально-российской епархии антониевской ветви РПЦЗ(В), был созван Чрезвычайный Собор, проходивший в закрытом режиме. На соборе Антоний (Орлов) был избран первоиерархом возглавляемой им юрисдикции, приняв титул «Митрополит Московский и Всероссийский». Тогда же определилось и название его юрисдикции — Российская Православная Церковь. 4 ноября 2006 года в присутствии почти примерно 50 участников собора состоялось настолование Антония (Орлова) как митрополита, после которого был дан торжественный приём. 9 ноября в интервью заявил «Я не буду управлять Церковью из-за границы — я буду приезжать. Синоды будут проводиться в Москве так часто, как это потребуется. Раз в год в России, как и полагается, будет проходить Архиерейский Собор».
Уже в 2007 году из-за спора об ответственности русского народа за события 1917 года от митрополита Антония отошла группа епископов во главе с Дамаскиным (Балабановым), который также стал именоваться митрополитом Московским и Всероссийским.
В мае 2009 года в квартире полковника В. В. Квачкова на Бережковской набережной вместе с архиепископом Стефаном (Бабаевым) и епископ Афанасием (Жюгжда) благословил деятельность националистических движений с коммунистической идеологией «Народное Ополчение» и «Парабеллум», и их лидеров Владимира Квачкова и Юрия Екишева, проповедующих учение «православного социализма» и «православного сталинизма».
Архиепископ Виктор (Пивоваров), бывший иерарх РосПЦ, вспоминал в своей статье «Двоемыслие митрополита Антония (Орлова)»: «Прочитав моё послание, митрополит Антоний встал и торжественно объявил при всех: „Да, я сознательно благословил это движение, потому что Квачков верующий монархист. Он встал передо мной на колени, и я его благословил“. На вопрос прихожан о „захвате власти“ и „возможном кровопролитии“, он кратко ответил: „Никакого кровопролития не будет“, но подчеркнул, что с одним лишь условием — если он пойдёт впереди вооружённой толпы в белом клобуке и с посохом в руках».
3 декабря того же года архиепископ Виктор направил свой «Последний призыв» к Антонию (Орлову), в котором призвал его «отказаться от своего благословления этой чудовищной ереси» и осудить «православный сталинизм», в противном случае предупреждая о распаде РосПЦ(А). «Первоиерарх» Антоний проигнорировал этот призыв и не ответил на телефонный звонок архиепископа Виктора. За это в декабре того же года вместе с ещё двумя антониевскими «иерархами» Стефаном (Бабаевым) и Афанасием (Жюгждой) и самим Квачковым был предан архиепископом Виктором (Пивоваровым) анафеме: «Провозгласителям и основателям движения за возвращение сталинизма, именующих себя христианами и архиереями Православной Церкви митр. Антонию (Орлову), архиеп. Стефану (Бабаеву), еп. Афанасию (Жюгжде) и основателям синагоги сатаны „Пара-Беллум“ и „Народного ополчение“ Юрию Екишеву и полковнику в отставке Владимиру Квачкову — АНАФЕМА. Да провозгласит каждый любящий спасение сын Царства Небесного трижды со мною: АНАФЕМА, АНАФЕМА, АНАФЕМА!!! Да не получит нашего согласия приход антихриста в мир!».
21 февраля 2021 года фактически раскаялся в благословении Квачкова и осудил «православный сталинизм».
Митрополит Антоний имеет кафедральный Свято-Андреевский храм в Калифорнии по адресу: 1427 Cossacks Pl. Glendora, CA 91740.
В последние три года жизни фактически отошёл от церковного управления из-за перенесённого инсульта. Скончался вечером 19 сентября 2024 года в пригороде Лос-Анджелеса Норт-Хиллз. Отпевание прошло 23 сентября того же года в Свято-Андреевском храме на Cossacks Pl в Глендоре, штат Калифорния. В этот же день он был похоронен на кладбище Oakdale Memorial Park в Глендоре рядом с бывшей женой Павлой Константиновной, умершей в 2013 году.

## Оценки
Первоиерарх РПЦЗ митрополит Лавр (Шкурла) в октябре 2007 года так оценил Антония (Орлова) и возглавляемую им юрисдикцию:

К этой группе, возглавляемой Орловым, мы никак не можем серьёзно относиться. Это люди, которые обвиняют всех и вся в ереси и во всяких грехах, оправдывая, таким образом, своё канонически-скользкое положение и избегая прещений со стороны своего законного Священноначалия. Вожди этой группы ослеплены гордостью, самомнением, властолюбием и желанием играть какую-то роль. Глава этой группы, к сожалению, не имеет ни богословского образования, ни чутья к вселенскому духу участия в жизни всей Христовой Церкви, к духу церковной соборности. А это отражается и на всех остальных его «архиереев», которые стали друг друга отлучать, создавая новые «синоды» и т. д. Последнее есть явный признак пагубного раскола. Молюсь о том, чтобы Господь вразумил этих людей, которые приводят в заблуждение своих пасомых, последовавших за ними.

Епископ РосПЦ(В) Виктор (Пивоваров) так оценивал его:

«Православный сталинизм — это подлинный сатанизм. Это религия антихриста. Христианская совесть не может с этим мириться, тем более, когда это выдаётся от лица нашей Церкви и когда Первоиерарх, выдававший себя за белогвардейца, сознательно благословляет сталинщину и когда ещё два иерарха деятельно состоят в этом сатанинском движении».

Глава РПЦЗ(В-В) Владимир (Целищев) так отозвался о нём: «Организовав свою „юрисдикцию“ и наименовав её „Российской Православной Церковью“, он принял на себя совсем уж безумный титул: „митрополита Московского и Всероссийского, Лос-Анжелосского и Всезарубежного“. То есть — всей Земли, всей Вселенной! Титул больше, чем у патриарха. В 2009 г. „митрополит“ Антоний (Орлов) благословил деятельность национал-коммунистических движений „Народное Ополчение“ (лидер полковник в отставке В. В. Квачков) и „Парабеллум“ (лидер Ю. А. Екишев), пропагандирующих идеи „православного коммунизма“ и „православного сталинизма“. И это не говоря о том, каким доносчиком властям о своем собрате-архиерее он явился».